# Oineus
Oineus (starořecky Οἰνεύς, latinsky Oeneus) byl podle řecké mytologie král města Kalydón (u dnešního Mesolongi) v jižní Aetolii-Akarnanii, na severním břehu u západního konce Korintského zálivu, syn a nástupce krále Porthaóna. Říká se o něm, že jako první osázel hory v Aetolii vinnou révou. Byl ženatý s Althaiou a měl tři děti: Týdea, Deianeiru a Meleagra. Syn Tydeus je podle některých zdrojů připisován Oineově druhé manželce Periboii.
Více než svými činy proslul přes své potomky. S manželkou Althaiou, dcerou aitólskeko krále Thestia, zplodil dceru Déianeiru, která se později stala druhou manželkou hrdiny Hérakla, a syna Meleagra, organizátora lovu na kalydónského divočáka (podle jiných verzí i syny Toxea, Thyrea, Klymena a dcery Gorgé a Perimédy). S druhou manželkou Periboiou měl syna Týdea, který byl jedním z vůdců vojenské výpravy „sedmi proti Thébám“ a později se stal otcem hrdiny Dioméda.
Podle některých antických autorů Oinea ve vyšším věku sesadil z trůnu Agrios a uvěznil ho. Později ho osvobodil a pomstil vnuk Diomédes, který Agria a jeho syny zabil a Oinea opět dosadil na trůn. Podle jiných Oineus odešel s Diomedem do Argu, kde se dožil vysokého věku. Když zemřel, pojmenovali po něm nově založené město Oinoiu.

## Kalydónský lov
Jeden jeho čin, lépe řečeno opomenutí, ovlivnil osudy mnoha lidí. Stalo se, že král měl jednoho roku mimořádně dobrou úrodu hroznů, ale při obětech bohům zapomněl obětovat bohyni Artemis. Ta byla těžce uražená a poslala do kraje obrovského kance, který pustošil krajinu a ohrožoval všechno živé. Král Oineus poslal posly do všech stran a zval nejstatečnější bojovníky. A přihlásili se mnozí, mezi nimi:
- Dioskúrové Kastór a Polydeukés z města Sparty v Lakónii,
- Idás a Lynkeus z města Messéne v Messénii,
- Théseus z města Athén na polooastorvě Attika,
- Peirithoos z Larissy, hlavního města Thesálie,
- Iásón z města Iólku (dnes Volos), z oblasti Magnésie, jihovýchodní části kraje Thesálie,
- Admétos z města Fér, z jihovýchodní části kraje Thesálie,
- Nestór z města Pylu na jihozápadním pobřeží Messénie,
- Péleus a Eurytión z Fthijí, nejjižnější části kraje Thesálie,
- Ífiklés z města Théb v Bojótii,
- Amfiaráos z města Argu u Larissy v Thesálii,
- Telamón ze Salamíny, ostrova západně od Athén,
- Kaineus (původně žena, přeměněná na muže ) Lapita od hory Pelion z oblasti Magnésie, jihovýchodní části kraje Thesálie,
- Ankaios a Kéfeus z Arkádie uprostřed Peloponésu,
- a krásná lovkyně Atalanta, dcera některého z králů v Bojótii (nebo možná v Arkádii).

Účastníci lovu nejprve devět dní hodovali a už tam začaly rozmíšky – někteří z lovců nechtěli bojovat společně s ženou. Do Atalanty se zároveň zamiloval sám královský syn Meleagros (i když byl tou dobou ženatý s Kleopatrou), problémy dělali i dva kentauři Hylaios a Aiakos, kteří se společně pokusili Atalantu znásilnit, ona je však srazila šípy. Další spory začaly hned poté, co vyplašili kance. Rozzuřený kanec rozpáral Ankaia, rozrušený Péleus zabil Eurytióna oštěpem, který měl zabít kance. První zásah měla Atalanta, po delším boji zasadil konečnou ránu Meleagros.
A spory pokračovaly dál, protože Meleagros daroval kančí kůži Atalantě za první zásah, což rozhořčilo Meleagrovy strýce, kteří si dělali na kůži nárok v případě, že ji nechce on sám. Meleagra to tak rozběsnilo, že je v hněvu oba zabil. Když přinesli mrtvá těla do domu a královna Althaia uviděla, že vlastní syn zabil její bratry, vhodila na oheň poleno, které při narození Meleagra donesly jeho sudičky a určily, že bude žít tak dlouho, dokud poleno nedohoří. A v tomto okamžiku pocítil Meleagros oheň v útrobách a za chvíli zemřel. Jeho matka i manželka se prý oběsily.